# Gustav Jaroš

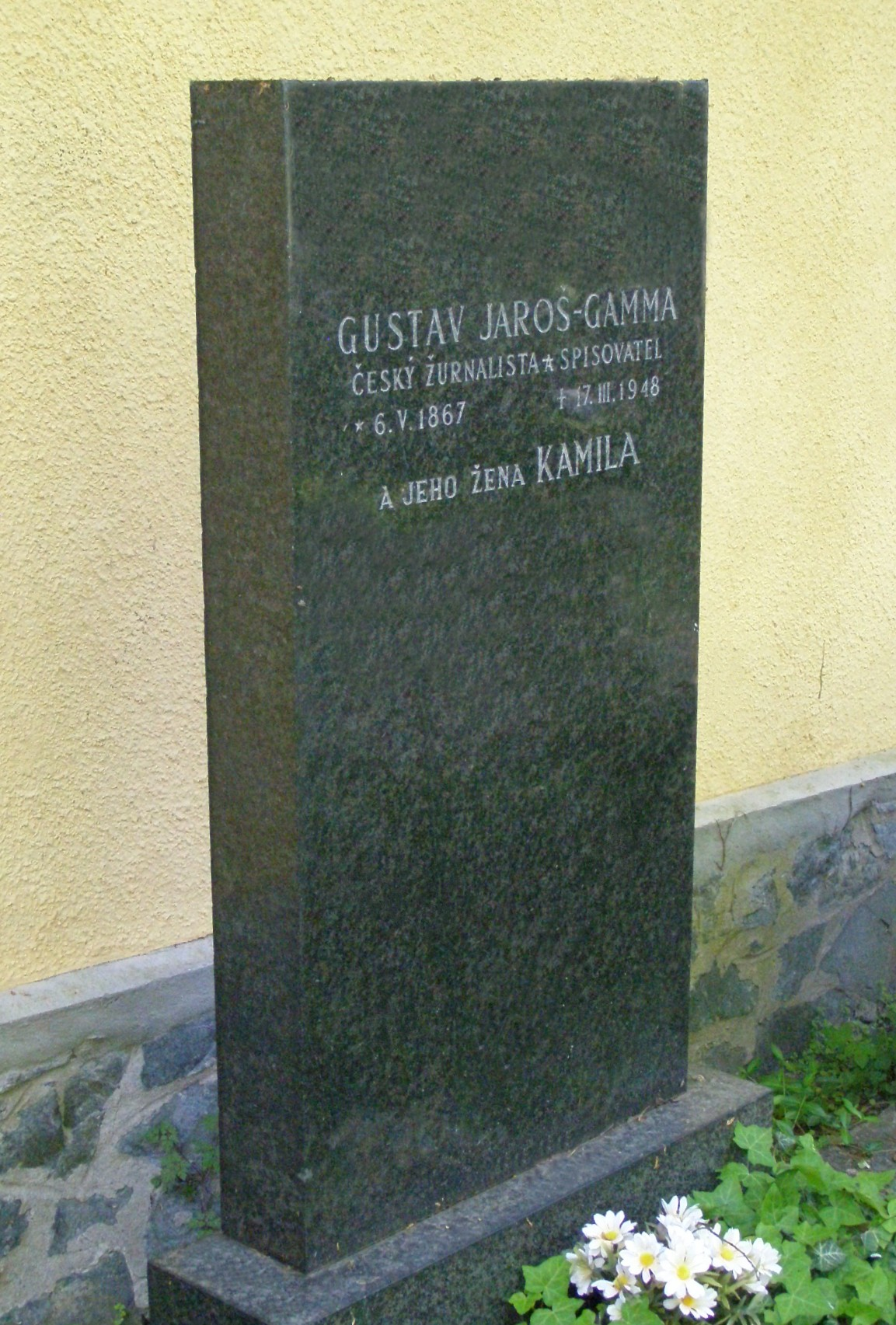
Hrob na hřbitově Malvazinky v Praze

Gustav Jaroš (8. května 1867 Rakovník – 17. března 1948 Praha) byl český novinář, esejista a spisovatel. Často publikoval pod pseudonymem Gamma.

## Život a dílo
Roku 1890 absolvoval Právnickou fakultu UK, poté pracoval jako úředník na pražském magistrátu. V roce 1917 se nechal předčasně penzionovat, přesto stále publikoval a působil i jako vychovatel v ústavu pro osiřelé děti legionářů v Horním Krnsku. Později žil v Klášterci nad Orlicí.
Své eseje a později divadelní a literární kritiky publikoval v Rakovnických novinách, Času i jinde. Sám byl ale také literárně činný, napsal např. knihy Publikáni a hříšníci, Brázda, Hlas a Vánoce nebo monografie Mikoláš Aleš a Rembrandt. Jaroš psal rovněž pohádky pro děti a kniha V domě dětství shrnuje jeho působení v legionářském sirotčinci. Má i zásluhu na zpopularizování Karafiátovy knihy Broučci, která byla původně vydána anonymně a až poté, co ji Gustav Jaroš našel v knihovně Jana Herbena a napsal o ní recenzi, se stala velmi oblíbenou a znovu vydávanou.
Zemřel v Praze roku 1948 ve věku 80 let a byl pohřben na hřbitově Malvazinky.